# 梅田繪理香
梅田繪理香（1991年5月24日—）是日本的一位歌手及女演員。身高170cm。Hello! Project Kids的一員。UP-FRONT AGENCY所屬。暱稱為等。現為ILLUME所屬模特兒。
與同名同姓的廣播員在名字上是同音異字。

## 特徵
- 170cm的身高在℃-ute之中是最高的，僅次於Berryz工房之中身高180cm的熊井友理奈。在Hello!Project全體之中，是位居前幾名的高個子。
- 由容貌上來看，也有被錯認為是混血兒的事發生，但實際上是純粹的日本人。
- 繪理香（えりか）這個名字是母親取自石楠花而來的，與同團體的有原栞菜同樣是用花來取名，是兩人的共通點。
- 梅田已於℃-ute演唱會巡迴的最終日10月25日的NHK大阪Hall公演後，從℃-ute以及Hello! Project畢業。
- 梅田於2010年3月正式成為ILLUME所屬的模特兒。

## 活動
請參照Hello! Project全体、Hello! Project Kids全體，以及所屬團体：℃-ute等活動項目。

## 所屬團體
- Hello! Project Kids(2002/6/30～2009/10/25)
- ZYX（2003/8/6－2004年）「限定組合」
- ℃-ute(2005/6/11～2009/10/25)
- Little Gatas 编号：5-->12（与矢岛舞美交换）
- Gatas 2007年4月23日升格）编号：18</CC>

## 外部連結
- （日語） 早安家族官方介紹頁 （页面存档备份，存于）
- （日語） ILLUME Official Site - Erika Umeda 梅田えりか